# Battaglia di Narbona (436)
La battaglia di Narbona fu combattuta nel 436-437 tra l'esercito dell'Impero romano d'Occidente, guidato dal magister militum Litorio, e i Visigoti di Teodorico I.
Litorio, subordinato di Ezio, vinse la battaglia; in seguito, Ezio e il re visigoto avrebbero unito le loro forze per contrastare Attila e i suoi Unni.

## Contesto storico

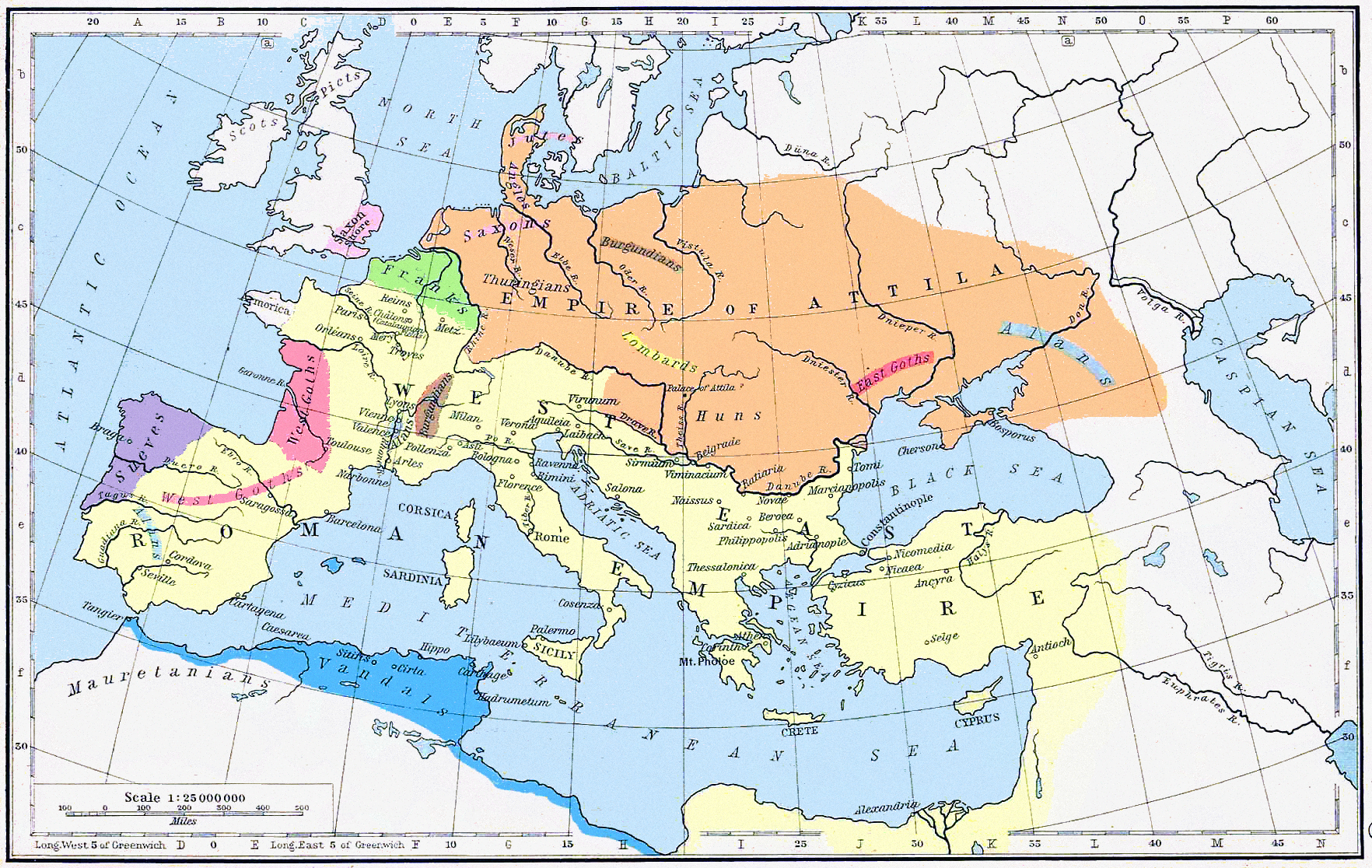
Impero romano (giallo) e Impero unno (arancione) nel 450

Nel 435 il controllo romano sulla Gallia era precario. La Gallia Belgica e la zona intorno al Reno erano saccheggiate e occupate dai Burgundi, Franchi e Alamanni; i Visigoti, stanziati in Aquitania, attaccavano la Septimania e i dintorni di Narbona e Arelate nel tentativo di acquisire uno sbocco sul Mediterraneo, mentre l'Armorica era finita sotto il controllo dei Bagaudi. Questi ultimi, secondo il vescovo di Marsiglia, Salviano, erano i ceti inferiori della popolazione, che oppressi dalle tasse e dalle iniquità dei potenti, non avevano altra scelta che diventare briganti ("Bagaudi") oppure fuggire presso i Barbari, ormai divenuti, secondo il parere di Salviano, persino più virtuosi dei Romani. Diversi studiosi hanno quindi interpretato, in senso marxiano, le rivolte dei Bagaudi come una "lotta di classe" degli "oppressi" contro i "potenti"; in realtà, sembra che ai moti dei Bagaudi presero parte anche persone benestanti, e ciò potrebbe significare che i "Bagaudi" fossero in realtà dei movimenti separatisti, che non sentendosi sufficientemente protetti dall'Impero contro le minacce esterne, abbiano deciso di fare da sé.
Conscio che per fronteggiare tali minacce aveva bisogno di un aiuto esterno, Ezio si rivolse agli Unni, che già lo avevano aiutato nelle lotte per il potere nel 425 e nel 433 e che continuarono a fornirgli aiuti militari in Gallia: per ottenere il loro sostegno, Ezio dovette però cedere agli Unni la Pannonia e la Valeria intorno al 435. Grazie all'alleanza con gli Unni, Ezio poté annientare, nel corso del 436/437, i Burgundi di re Gundecario, ponendo fine alle loro incursioni nella Gallia Belgica. Mentre festeggiava a Roma il suo secondo consolato, inviò poi un suo sottufficiale, Litorio, in Armorica contro i ribelli gruppi autonomisti locali, etichettati dai Romani come "Bagaudi" ("briganti") e condotti da Tibattone. Nell'anno 437, Litorio riuscì a sopprimere la rivolta bagauda.

## Battaglia
Nel frattempo, nel 436, i Visigoti, nel tentativo di acquisire uno sbocco al Mediterraneo, violarono la pace, e cinsero d'assedio Narbona, con l'intento di prenderla per fame. L'assedio si protrasse a lungo, e, stando a Idazio, fu levato solo l'anno successivo, nel 437, allorché arrivarono, in soccorso della città, le truppe romane, sotto il comando di Litorio, e rinforzate notevolmente da ausiliari Unni.
Non appena Litorio ebbe represso la rivolta in Armorica dei Bagaudi, nel 437, facendo prigioniero il capo ribelle Tibattone, decise di intervenire in soccorso di Narbona, nel tentativo di liberarla dall'assedio visigoto; aveva a disposizione, oltre ai residui dell'esercito di campo delle Gallie, anche numerosi mercenari Unni, a cui fu ordinato di dirigersi a Narbona; stando però alla testimonianza di Sidonio Apollinare, nel corso del trasferimento degli ausiliari Unni dall'Armorica alla Narbonense, i mercenari Unni devastarono l'Alvernia come se fosse territorio nemico, nuocendo a quei stessi cittadini che essi avrebbero dovuto difendere.
L'arrivo dell'esercito romano condotto da Litorio, rinforzato notevolmente dagli ausiliari Unni, fu decisivo per il fallimento dell'assedio visigoto e la liberazione di Narbona; Prospero Tirone narra che, una volta messi in fuga i Visigoti, gli ausiliari Unni portarono ciascuno un sacco di grano alla popolazione cittadina affamata, rifornendo così la città di annona.

## Conseguenze
La campagna contro i Visigoti proseguì con un certo successo: nel 438 Ezio inflisse una pesante sconfitta ai Visigoti nella battaglia di Mons Colubrarius, celebrata dal poeta Merobaude.
La scelta di Ezio di impiegare un popolo pagano come gli Unni contro i cristiani (seppur ariani) Visigoti trovò però l'opposizione di taluni, come il vescovo di Marsiglia Salviano, autore del De gubernatione dei ("Il governo di Dio"), secondo il quale i Romani, adoperando i pagani Unni contro i cristiani Visigoti, non avrebbero fatto altro che perdere la protezione di Dio. Gli autori cristiani furono soprattutto scandalizzati dal fatto che Litorio permettesse agli Unni non solo di compiere sacrifici alle loro divinità pagane e di predire il futuro attraverso la scapulimanzia, ma anche di saccheggiare in talune circostanze lo stesso territorio imperiale. Nel 439 Litorio arrivò alle porte di Tolosa, capitale del Regno visigoto, e si scontrò con i Visigoti nelle vicinanze nel tentativo di annientarli definitivamente: nel corso della battaglia, però, fu catturato dai Visigoti, e ciò generò il panico tra i mercenari Unni, che vennero sconfitti e messi in rotta. Litorio fu giustiziato. La sconfitta e morte di Litorio spinse Ezio a firmare una pace con i Visigoti riconfermante il trattato del 418, dopodiché tornò in Italia, per l'emergenza dei Vandali, che proprio in quell'anno avevano conquistato Cartagine.